# Mohamud Ali
Mohamud Ali Mohamed (Zeist, 8 luglio 1994) è un calciatore olandese naturalizzato somalo, difensore del Llandudno.

## Biografia
Suo fratello maggiore Ahmed è a sua volta un calciatore (ha anche giocato nella nazionale somala).

## Carriera

### Club
Ha sempre giocato nelle serie minori inglesi, tra ottava e sesta divisione.

### Nazionale
Esordisce in nazionale il 5 settembre 2019 nella vittoria per 1-0 contro lo Zimbabwe, in una partita di qualificazione ai Mondiali del 2022; cinque giorni più tardi gioca una seconda partita di qualificazione ai Mondiali, sempre contro lo Zimbabwe. Sempre nel 2019 ha inoltre preso parte alla Coppa CECAFA, in cui ha giocato 4 partite.

## Statistiche

### Cronologia presenze e reti in nazionale
| Cronologia completa delle presenze e delle reti in nazionale ― Somalia | Cronologia completa delle presenze e delle reti in nazionale ― Somalia | Cronologia completa delle presenze e delle reti in nazionale ― Somalia | Cronologia completa delle presenze e delle reti in nazionale ― Somalia | Cronologia completa delle presenze e delle reti in nazionale ― Somalia | Cronologia completa delle presenze e delle reti in nazionale ― Somalia | Cronologia completa delle presenze e delle reti in nazionale ― Somalia | Cronologia completa delle presenze e delle reti in nazionale ― Somalia |
| Data                                                                   | Città                                                                  | In casa                                                                | Risultato                                                              | Ospiti                                                                 | Competizione                                                           | Reti                                                                   | Note                                                                   |
| ---------------------------------------------------------------------- | ---------------------------------------------------------------------- | ---------------------------------------------------------------------- | ---------------------------------------------------------------------- | ---------------------------------------------------------------------- | ---------------------------------------------------------------------- | ---------------------------------------------------------------------- | ---------------------------------------------------------------------- |
| 5-9-2019                                                               | Gibuti                                                                 | Somalia                                                                | 1 – 0                                                                  | Zimbabwe                                                               | Qual. Mondiali 2022                                                    | -                                                                      |                                                                        |
| 10-9-2019                                                              | Harare                                                                 | Zimbabwe                                                               | 3 – 1                                                                  | Somalia                                                                | Qual. Mondiali 2022                                                    | -                                                                      | 63’                                                                    |
| 7-12-2019                                                              | Kampala                                                                | Gibuti                                                                 | 0 – 0                                                                  | Somalia                                                                | Coppa CECAFA 2019 - 1º turno                                           | -                                                                      |                                                                        |
| 9-12-2019                                                              | Kampala                                                                | Uganda                                                                 | 2 – 0                                                                  | Somalia                                                                | Coppa CECAFA 2019 - 1º turno                                           | -                                                                      |                                                                        |
| 13-12-2019                                                             | Kampala                                                                | Burundi                                                                | 0 – 1                                                                  | Somalia                                                                | Coppa CECAFA 2019 - 1º turno                                           | -                                                                      |                                                                        |
| 15-12-2019                                                             | Kampala                                                                | Eritrea                                                                | 0 – 0                                                                  | Somalia                                                                | Coppa CECAFA 2019 - 1º turno                                           | -                                                                      |                                                                        |
| 15-6-2021                                                              | Gibuti                                                                 | Gibuti                                                                 | 1 – 0                                                                  | Somalia                                                                | Amichevole                                                             | -                                                                      | 56’                                                                    |
| 20-6-2021                                                              | Doha                                                                   | Oman                                                                   | 2 – 1                                                                  | Somalia                                                                | Coppa araba FIFA 2021 - Turno preliminare                              | -                                                                      |                                                                        |
| 6-6-2024                                                               | Maputo                                                                 | Mozambico                                                              | 2 – 1                                                                  | Somalia                                                                | Qual. Mondiali 2026                                                    | -                                                                      | 61’                                                                    |
| Totale                                                                 |                                                                        | Presenze                                                               | 9                                                                      |                                                                        | Reti                                                                   | 0                                                                      |                                                                        |

## Palmarès

### Club

#### Competizioni nazionali
- Cheshire Senior Cup: 1

Northwich Victoria: 2014-2015